# Grön rödhätting
Grön rödhätting (Entoloma versatile) är en svampart som först beskrevs av Claude-Casimir Gillet, och fick sitt nu gällande namn av Meinhard (Michael) Moser 1978. Grön rödhätting ingår i släktet Entoloma och familjen Entolomataceae.  Arten är reproducerande i Sverige. Inga underarter finns listade i Catalogue of Life.